# When I Call Your Name (Album)
When I Call Your Name ist das vierte Studioalbum des US-amerikanischen Country-Musikers Vince Gill. Es erschien im November 1989 unter dem Label MCA Nashville. Es war Gills erstes Album unter dem Label. Das Album verkaufte sich weltweit mehr als zwei Millionen Mal, gewann 1991 einen Grammy Award und gilt als Gills internationaler Durchbruch.
Der Song Ridin’ the Rodeo wurde 1994 von der Band Perfect Stranger auf deren Debütalbum You Have the Right to Remain Silent veröffentlicht. Oklahoma Swing singt Gill als Duett mit Reba McEntire.

## Titelliste
1. Never Alone (Rosanne Cash, Gill) – 3:34
2. Sight for Sore Eyes (Guy Clark, Gill) – 3:07
3. Oh Girl (You Know Where to Find Me) (Gill) – 3:40
4. Oklahoma Swing (Tim DuBois, Gill) – 3:05
5. When I Call Your Name (DuBois, Gill) – 4:14
6. Ridin’ the Rodeo (Gill, Kostas) – 2:53
7. Never Knew Lonely (Gill) – 3:59
8. We Won’t Dance (Greg Trooper) – 4:35
9. We Could Have Been (Don Cook, John Barlow Jarvis) – 3:29
10. Rita Ballou (Clark) – 3:12

## Rezeption und Auszeichnungen
Die Musikwebsite Allmusic vergab drei von fünf möglichen Sternen für das Album. Chicago Tribune vergab drei von vier Sternen für When I Call Your Name. Caitlin O’Connor Creevy notiert Gills „eindrucksvollen Gesang“ und seine „wundervollen Balladen“. Das Album belegte Platz 67 der Billboard 200 und positionierte sich auf Rang zwei der Billboard Country-Album-Charts. Die 1989 veröffentlichte Single Never Alone belegte Platz 22 und 35 in den USA und Kanada. Die Auskopplung When I Call Your Name erreichte Platz zwei der Billboard Country Songs und Platz fünf der kanadischen Country-Single-Charts. Never Knew Lonely belegte die Ränge drei und sieben in den Vereinigten Staaten und Kanada. Oklahoma Swing platzierte sich auf Position 13 in den USA und belegte Platz sieben in Kanada. Das Album wurde von der RIAA mit Doppelplatin ausgezeichnet und erreichte Platinstatus in Kanada. When I Call Your Name verkaufte sich weltweit mehr als 2,1 Millionen Mal.

## Auszeichnungen für Musikverkäufe
| Land/Region               | Auszeichnungen für Musikverkäufe (Land/Region, Auszeichnung, Verkäufe) | Verkäufe  |
| ------------------------- | ---------------------------------------------------------------------- | --------- |
| Kanada (MC)               | Platin                                                                 | 100.000   |
| Vereinigte Staaten (RIAA) | 2× Platin                                                              | 2.000.000 |
| Insgesamt                 | 3× Platin ·                                                            | 2.100.000 |